# NGC 5781
NGC 5781 is een balkspiraalstelsel in het sterrenbeeld Weegschaal. Het hemelobject werd op 11 mei 1831 ontdekt door de Britse astronoom John Herschel.

## Synoniemen
- MCG -3-38-28
- IRAS 14539-1702
- PGC 53417